# Elaphria ipsidomo
Elaphria ipsidomo är en fjärilsart som beskrevs av Dyar 1914. Elaphria ipsidomo ingår i släktet Elaphria och familjen nattflyn. Inga underarter finns listade i Catalogue of Life.